# Rechtsgeschäft
Ein Rechtsgeschäft (lateinisch negotium iuridicum) beinhaltet eine oder mehrere Willenserklärungen, die entweder allein oder in Verbindung mit anderen Tatbestandsmerkmalen eine Rechtsfolge herbeiführen (Begründung, Erfüllung, Änderung, Beendigung eines Rechtsverhältnisses), weil sie von den Beteiligten gewollt ist. Typische Beispiele für Rechtsgeschäfte sind auf schuldrechtlicher Ebene das Verpflichtungsgeschäft (etwa Kaufvertrag) und auf dinglicher Ebene das Verfügungsgeschäft (etwa Eigentumsübertragung aufgrund Kaufvertrags).
Abgegrenzt wird das Rechtsgeschäft gemeinhin gegenüber Rechtshandlungen, bei denen die Rechtsfolge unabhängig vom Willen des Handelnden eintritt.

## Begriff im Rahmen der Privatautonomie
Rechtsgeschäfte sind Ausfluss des Grundsatzes der Privatautonomie im bürgerlichen Recht. Das bedeutet, dass der Einzelne seine Lebensverhältnisse – im Rahmen der Vorgaben der Rechtsordnung – in eigener Verantwortung gestalten kann und darf. Da die Privatautonomie Kernbestandteil des Prinzips der Selbstbestimmung des Menschen (mit seinem Umfeld) ist, unterliegt diese dem verfassungsrechtlichen Schutz der Artikel 1 und 2 GG.
Um der Selbstbestimmung Ausdruck verleihen zu können, ist der einzelne berechtigt, Rechte und Pflichten zu begründen, abzuändern oder aufzuheben. Erscheinungsformen sind beispielsweise die Vertragsfreiheit, die Testierfreiheit oder die Eigentumsfreiheit. Das Rechtsgeschäft – ein erst in der Rechtswissenschaft des 18./19. Jahrhunderts etablierter Begriff – ist das Vehikel zur Verwirklichung der Privatautonomie.
Unbedingter Bestandteil des Rechtsgeschäfts ist die Willenserklärung, die begrifflich allerdings nicht kongruent, also synonym ist. Das Rechtsgeschäft erschöpft sich in ihr nur bei einfachen Fällen, wie der Anfechtung oder Aufrechnung. Abzugrenzen von den Tatbestandsmerkmalen sind die Wirksamkeitsvoraussetzungen, wozu Fragen der Geschäftsfähigkeit oder Formvorschriften gehören. Liegen die Wirksamkeitsvoraussetzungen nicht vor, ist das Rechtsgeschäft schwebend unwirksam oder auch nichtig (sogenanntes „fehlerhaftes Rechtsgeschäft“). Allerdings können Rechtsgeschäfte geheilt werden, wenn die Voraussetzungen für die Wirksamkeit eintreten (Volljährigkeit, Mitwirkung eines Dritten oder die notwendige behördliche Genehmigung).
Ein Rechtsgeschäft kommt allerdings nicht zustande, wenn einzelne typisierende Tatbestandsmerkmale fehlen. Das bedeutet, dass wesentliche Bestandteile eines Rechtsgeschäfts, die essentialia negotii, unverzichtbar sind. Ein Kaufvertrag muss beispielsweise Bestimmungen zur Ware und zum Preis aufweisen, das heißt zur Leistung einerseits und zur Gegenleistung andererseits (Kernbestandteile eines synallagmatischen Verhältnisses). Offenbleiben dürfen hingegen bloße Nebenbestandteile (pacta) des in Rede stehenden Vertrages, die naturalia negotii. Entstehen können dabei gegebenenfalls Tatbestandsmängel.
Im römischen Recht wurde der Begriff negotium auch im prozessualen Sinne verwendet, wenn zwischen Klageerhebung und Klageerwiderung „Spielraum“  gegeben wurde, sich kreativ mit der Sachlage auseinanderzusetzen, zu verhandeln, und gegebenenfalls den Rechtsstreit schiedlich zu beenden.

## Begriffsverwendung
1807 entwickelte Georg Arnold Heise die „Lehre von den Rechtsgeschäften“. Friedrich Carl von Savigny rückte der Begriff 1840 in den Mittelpunkt der juristischen Diskussion. Das Sächsische Bürgerliche Gesetzbuch fand eine Legaldefinition: „Geht bei einer Handlung der Wille darauf, in Übereinstimmung mit den Gesetzen ein Rechtsverhältnis zu begründen, aufzuheben oder zu ändern, so ist die Handlung ein Rechtsgeschäft“.

## Arten und Systematik
Unterschieden werden einseitige und mehrseitige Rechtsgeschäfte, die sich entlang der nachfolgenden systematischen Aufstellung sortieren lassen:
- Einseitige Rechtsgeschäfte

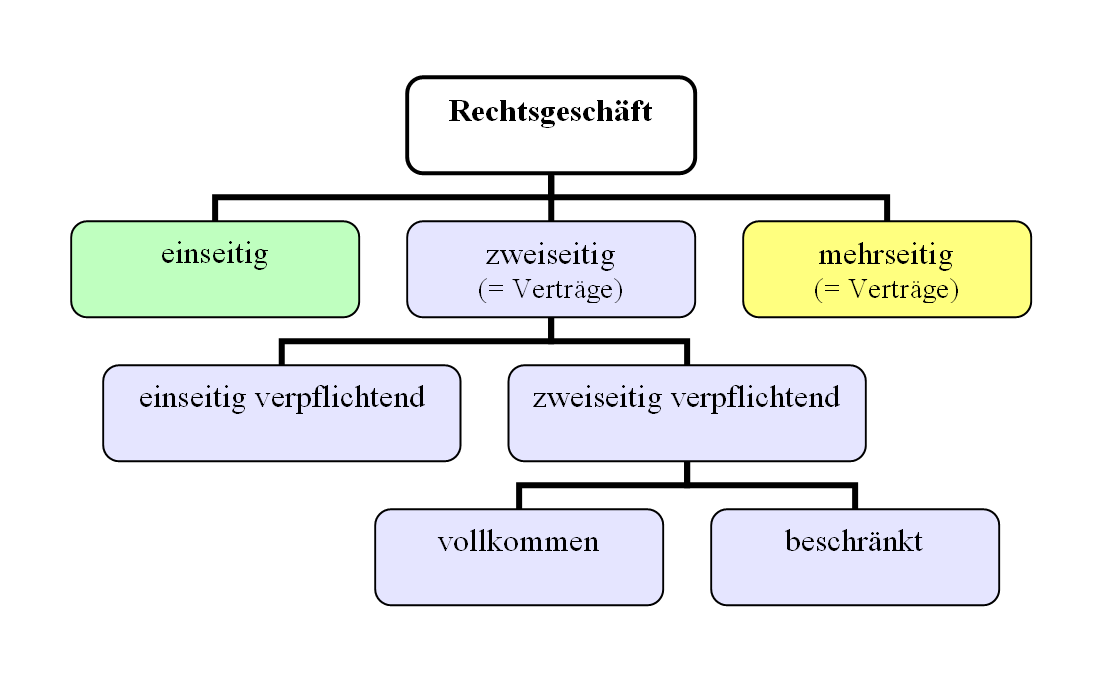
Einseitige und mehrseitige Rechtsgeschäfte

  - Empfangsbedürftige Willenserklärungen
    - Anfechtung (§ 119 BGB),
    - Kündigung (§ 542 BGB, § 568 BGB, § 622 BGB, § 623 BGB),
    - Vollmacht (§ 164 BGB),
    - Rücktritt (§ 349 BGB);

  - Nicht empfangsbedürftige Willenserklärungen
    - Testament (§ 1937 BGB),
    - Auslobung (§ 657 BGB),
    - Stiftung (§ 81 BGB);
- Zweiseitige Rechtsgeschäfte (Vertrag)
  - Einseitig verpflichtend
    - Schenkung (§ 516 BGB),
    - Bürgschaft (§ 765 BGB),
    - Schuldversprechen (§ 780 BGB);

  - Zweiseitig verpflichtend
    - Kauf (§ 433 BGB),
    - Miete (§ 535 BGB),
    - Dienstvertrag (§ 611 BGB),
    - Werkvertrag (§ 631 BGB);

  - Unvollkommen zweiseitig verpflichtend
    - Leihe (§ 598 BGB),
    - Zinsloses Darlehen (§ 488 Abs. 3 Satz 3 BGB),
    - Verwahrung ohne Entgelt (§ 688 BGB);
- Mehrseitige Rechtsgeschäfte
  - Gesellschaftsvertrag (§ 705 BGB).

Auch gibt es „personenrechtliche Rechtsgeschäfte“, wie die Verlobung oder die spätere Eheschließung (§§ 1297 ff. BGB). Soweit nicht spezifisch familienrechtlich geregelt, kommen dabei ergänzend die allgemeinen Vorschriften des Vermögensrechts zur Anwendung.  „Rechtsgeschäfte von Todes wegen“ werden vornehmlich über das Erbrecht geregelt. 
Bedeutung kommt der Unterscheidung von „Verpflichtungs- und Verfügungsgeschäften“ zu. Bei Verpflichtungsgeschäften werden Leistungspflichten übernommen und es entsteht ein Schuldverhältnis. Einseitige Verpflichtungsgeschäfte unterfallen bei den Gestaltungsmöglichkeiten dem numerus clausus. Bei mehrseitigen Rechtsgeschäften (Schuldverträgen) gilt das nicht, mit der Konsequenz, dass dort die vollständige Vertragsfreiheit realisiert ist. 
In Abgrenzung dazu, sind Verfügungsgeschäfte Rechtsgeschäfte, die auf die unmittelbare Einwirkung auf ein bestehendes Recht gerichtet sind. In Betracht kommen als Einwirkungstatbestände die Änderung von Rechten, deren Übertragung oder die Beseitigung durch Aufhebung. Im Interesse der Sicherheit des Rechtsverkehrs gilt der numerus clausus hier vollumfänglich und stets. Klassische Verfügungsgeschäfte entstammen regelmäßig dem Sachenrecht, so gehören dazu die Übereignung oder die Grundstücksbelastung mit einem beschränkt dinglichen Recht. Das bedeutet aber nicht, dass Verfügungsgeschäfte nicht im Schuldrecht vorkämen, so sind dort die Abtretung oder auch Gestaltungsgeschäfte, etwa die Anfechtung, Verfügungen. 
Verpflichtungs- und Verfügungsgeschäfte unterliegen in Deutschland dem Trennungsprinzip. Das bedeutet, dass Verfügungsgeschäfte zu ihrer Wirksamkeit vom Bestehen des Rechtsgrunds (causa) des Grundgeschäfts, dem Verpflichtungsgeschäft, grundsätzlich losgelöst sind. Insoweit gilt das sogenannte Abstraktionsprinzip.